# Stevie Hoang
Stevie Hoang là một ca sĩ và nhà sản xuất nhạc người Anh  đã ký hợp đồng với
Mercury Records  và AVEX. Anh được biết đến nhiều nhất khi sáng tác "Fight for You", một đĩa đơn hit của anh và Iyaz từ album Unsigned. Bài hát đã trở thành một hit quốc tế cho Jason Derülo năm 2011.

## Nghề nghiệp
Stevie Hoang (phát âm như Hoàng) đã học piano năm 11 tuổi và tỏ ra rất hứng thú với nó.
Anh bắt đầu sự nghiệp âm nhạc của mình với tư cách là một nhà sản xuất, làm việc tại nhà của cha mẹ mình. Anh thường tải lên các video gia đình về bản thân biểu diễn các bài hát không chính thức ở nhà.
Đầu năm 2008, buổi ra mắt "home-made" của Stevie là do anh tự sản xuất, quay phim, ghi âm và quảng bá buổi ra mắt album This Is Me. Việc này đưa anh đến sự chú ý của thị trường Nhật Bản, nơi mà anh đã bán được hơn 65.000 bản album. Stevie Hoang đã hỗ trợ N-Dubz và Tinchy Stryder trong chuyến lưu diễn "Uncle B" năm 2009 của họ.
Vào năm 2008, anh hỗ trợ chuyến lưu diễn Tangled Up của Girls Aloud.
Anh hỗ trợ việc phát hành album This Is Me với album độc lập All Night Long, và vào năm 2011 là album Unsigned. Album Unsigned chứa bài hát "Fight for You", một bài hát do Stevie Hoàng viết lời thành bản gốc với Iyaz. Bài hát được sản xuất cùng với RedOne ở Los Angeles nhưng sau đó nó được ca sĩ Jason Derülo ghi âm cho Future History năm 2011 của anh, ghi nhận Hoàng là nhà sáng tác, và phát hành nó như là đĩa đơn thứ ba của anh trong album.

## Cuộc sống cá nhân
Stevie Hoang sinh ra ở New Scotland, Anh Quốc. Anh chuyển đến London với gia đình khi anh 1 tuổi.
Vì họ của Stevie là Hoàng (Huang黄) nên có nhiều người hâm mộ nhầm lẫn anh là người Việt Nam. Tuy nhiên, gia đình của anh là người Hoa đến từ tỉnh Quảng Đông, sau đó chuyển đến Anh vào khoảng thập niên 1980. Đã có nhiều nhận xét và thảo luận trên các video trên YouTube về gia đình của anh. Hoàng thừa nhận nguồn gốc của mình trong một cuộc phỏng vấn với báo Sunday Times.
Hoang là một người hâm mộ đội bóng Manchester United.

## Danh sách đĩa hát

### Album
- 2008: This Is Me
- 2009: All Night Long
- 2011: Unsigned
- 2012: All For You
- 2013: The Collection
- 2015: Forever
- 2017: Undiscovered

### Đĩa đơn
- 2010: "Fight for You" (feat. Iyaz)